# Генрих Мартелл Герман
Генрих Мартелл Герман (нем. Henricus Martellus Germanus, латинизированное имя Хайнриха Хаммера: Heinrich Hammer) — географ и картограф из Нюрнберга, живший и работавший во Флоренции с 1480 по 1496 годы.

## Карты Мартелла
Между 1489 и 1491 годами создал карту мира, схожую с глобусом Эрдаффель Мартина Бехайма 1492 года. Оба представляют собой развитие модели Птолемея с проходом к югу от Африки и новым «полуостровом Хвост дракона» к востоку от «Золотого Херсонеса» (Малакка (полуостров)). Возможно, обе происходят от карт, созданных около 1485 года в Лиссабоне Бартоломео Колумбом.
Георг Кимбл (George H. T. Kimble) в своём труде продемонстрировал, что вплоть до 13° южной широты описание западноафриканских побережий на карте Мартелла и глобусе Бехайма идентично на 80 % и отсутствует на любой другой карте того периода. К югу карта Мартелла дает контуры и описательные обозначения путешествия Бартоломео Диаса в 1487—1488 гг., тогда как глобус Бехайма не имеет ничего общего с достижениями португальского мореплавателя. Соответствие между глобусом Бехайма и картой Мартелла 1489 года закончилось в 1485 году, когда Диего Као вернулся из своего первого путешествия, достигнув 13° южной широты (мыс Санта-Мария в Конго, 1482—1484).
Сохранившиеся картографические работы Мартелла немногочисленны и делятся на несколько групп — две его рукописи «Географии» Птолемея из Ватиканской апостольской библиотеки и Национальной центральной библиотеки Флоренции, пять рукописей его Insularium Illustratum («Иллюстрированная книга островов»), и две карты мира:
- Карта Мартелла 1489 года из Национальной центральной библиотеки Флоренции нарисована во Флоренции и распространялась в гравированной версии, изготовленной Франческо Росселли. Имеет размеры 43 x 30 см, никаких меридианов, параллелей или шкал долготы не приводится.
- Карта Мартелла из Йельского университета 1490 года. Самая большая из карт Мартелла, лист имеет размеры 201 x 122 см (6,6 x 4 фута). Карта долгое время находилась в частном владении и была приобретена Йельским университетом в 1961 году. На полях нанесены градации широты и долготы.

Самая большая карта хранится в Йельской Библиотеке редких книг и рукописей Бейнеке. Надпись в левом нижнем углу гласит: «хотя Страбон и Птолемей и большинство древних были наиболее усердны в описании мира, мы, однако, объединяем в этой картине и тщательно показываем на их истинных местах новые знания, которые ускользнули от их усердия и остались неизвестными им».
Проект по созданию спектрозонального изображения карты 2014 года, которым руководил Чет ван Дузер (Chet Van Duzer), выявил многие неразборчивые до того детали карты, включая изображение дикобраза в северной Азии, ссылки на мифологические народы, такие как Гиппоподесы и Панотии, и удивительное количество информации о внутренней части Африки — знания, которые, вероятно, были получены от эфиопской делегации в 1441 году на Флорентийском соборе.
Карта Мартелла послужила источником вдохновения для карты Вальдземюллера 1507 года. Общая схема была похожа, Мартин Вальдземюллер использовал ту же проекцию, что и Мартелл, псевдосердечная (pseudo-cordiform) проекция. Оба картографа изобразили декоративные ветры по границам карт и поместили текстовые блоки в дополнительным пространстве в нижних углах карты, созданном изменяющимися линиями проекции. Форма северной Африки одинакова на обеих картах: Птолемеевская с острым северо-западным углом. Также похожи форма восточной Азии, с огромным полуостровом, выступающим на юго-запад в Индийский океан, Япония расположена одинаково на обеих картах, на восточном краю.
Мартелл также выпустил «Insularium Illustratum» («Иллюстрированная книга островов»), от которой сохранились четыре рукописи и один черновик в Библиотеке Лауренциана . Она содержит иллюстрированное описание островов Эгейского моря, в основном скопированное из предыдущей работы Кристофоро Буондельмонти, а также карты других островов, несколько региональных карт и карту мира.
Мартелл был отождествлен с Арриго ди Федериго, автором первого перевод на немецкий язык Декамерона Бокаччо. Согласно этой теории, фамилия Мартелл происходила из семьи Мартелли, с которой был связан Генрих / Арриго.

## Галерея
- Карта Г.М. Генриха. Репродукция Жозе де Ласерда (Jose de Lacerda)
- Карта мира Генриха Мартелла Германа, хранящаяся в Йельском университете
- Пояснительная надпись на карте мира Генриха Мартелла 1491 года